# Drepanophiletis siderosticta
Drepanophiletis siderosticta är en fjärilsart som beskrevs av Holland 1894. Drepanophiletis siderosticta ingår i släktet Drepanophiletis och familjen nattflyn. Inga underarter finns listade i Catalogue of Life.